# Чилоэ (остров)
Чилоэ́ (исп. Isla de Chiloé) — остров в Тихом океане в южной части Чили площадью 8394 км² и главный остров одноимённого архипелага (9181 км²), составляющий 91,4 % его территории.

## Географическое положение

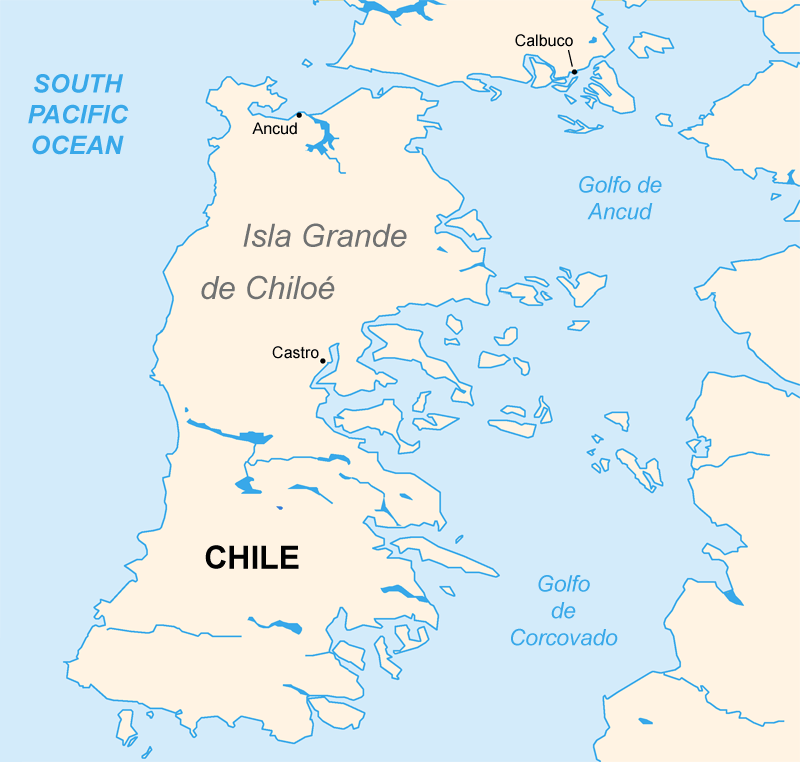
Карта острова Чилоэ

По площади Чилоэ является вторым островом Чили (после Огненной Земли) и пятым в Южной Америке.
Остров тянется вдоль побережья Чили от 41 до 43° южной широты. Его длина с севера на юг составляет около 190 километров. В центральной части вдоль острова расположены невысокие горы, высотой до 1048 метров над уровнем моря. Протяжённость с запада на восток составляет около 60 километров.
Восточное побережье представляет холмистую равнину и сильно изрезано. Западный берег не изрезан, но представляет собой узкую полосу вдоль океана с резким подъёмом при движении на восток.
Остров отделён от континентальной части Чили заливами Анкуд и Корковадо на востоке, в которых имеются небольшие острова и проливом Чакао на севере. С юга проливом Гуафо отделён от архипелага Чонос.

## Климат
Климат острова прохладный и влажный. Океан под влиянием течения Гумбольдта вокруг острова холодный, температура вод вокруг острова колеблется от 9 до 11 °C.
Хотя горы, чётко разделяющие остров на восточную и западную часть, едва превышают 800 метров, они заметно влияют на климат.
Западная часть более влажна и ветрена. Температура колеблется от 7,5 °C зимой до 12,8 °C летом, а осадков выпадает более 2900 мм в год.
Восточная часть обладает более мягким климатом. Здесь слабее ветра, дождей выпадает около 2100 мм в год. Зима здесь прохладнее, чем в западной части (6,5 °C), но лето теплее (около 14 °C). Практически всё население проживает в восточной части.
Горы и вся западная часть покрыты вечнозелёными дождевыми Вальдивскими лесами. Это одни из немногих территорий дождевых лесов умеренного климата. На острове сохранились десятки эндемичных видов растений и животных.

## История
Считается, что первыми людьми, поселившимся на Чилоэ были чоно, полукочевая народность. В историческое время на остров попали уильиче, одна из ветвей мапуче. Несмотря на то, что Чилоэ в самом узком месте пролива Чакао отделяет от материка чуть более двух километров, культура и мифология жителей острова заметно отличалась от континентальной.
В 1567 году на острове обосновались испанцы, в том же году было основано поселение Кастро. Долгое время Вальдивия и остров Чилоэ были анклавами среди земель мапуче, которых испанцам так и не удалось покорить вплоть до объявления независимости Чили (удалось отвоевать лишь небольшие территории, на которых была введена энкомьенда, вызвавшая восстание в 1712 году).
В 1768 году религиозным центром и столицей стал Анкуд. Местные индейские группы охотников, рыболовов и собирателей, населявшие остров, в начале XIX века были ассимилированы испанскими поселенцами-иезуитами, в результате их смешения образовались современные островитяне — чилоты, отличающиеся по своей культуре, быту и местному диалекту испанского (с большим количеством заимствований из языка мапуче) от остальных чилийцев. Чарльз Дарвин, посетивший остров Чилоэ в 1834 году, в своем «Путешествии натуралиста вокруг света на корабле Бигль» описывает необычную природу и непритязательный быт жителей острова, 3/4 которых тогда составляли индейцы, принявшие христианство и в основном перешедшие на испанский язык. Основу питания островитян тогда составляли рыба, местный вид картофеля, а также завезённые испанцами овцы, куры и утки. В 1832 году число жителей Чилоэ и соседних островков составляло 42 тыс. человек, почти все они проживали на менее сыром и более освоенном восточном побережье Чилоэ, внутренние районы и западное побережье острова были тогда покрыты почти непроходимыми влажными лесами.
В декабре 1817 года у острова состоялись одни из последних столкновений испанских и чилийских войск, после чего остров стал полностью принадлежать Чили.
В конце XIX века — начале XX века многие жители, главным образом, из-за золотой лихорадки, переселялись на юг Чили. До сих пор множество потомков чилотов проживает в Пунта-Аренасе и Порвенире.
Великое Чилийское землетрясение практически уничтожило Анкуд, а Кастро был серьёзно разрушен. С 1982 года столицей провинции Чилоэ после более чем 200-летнего перерыва опять стал город Кастро.

### Всемирное наследие

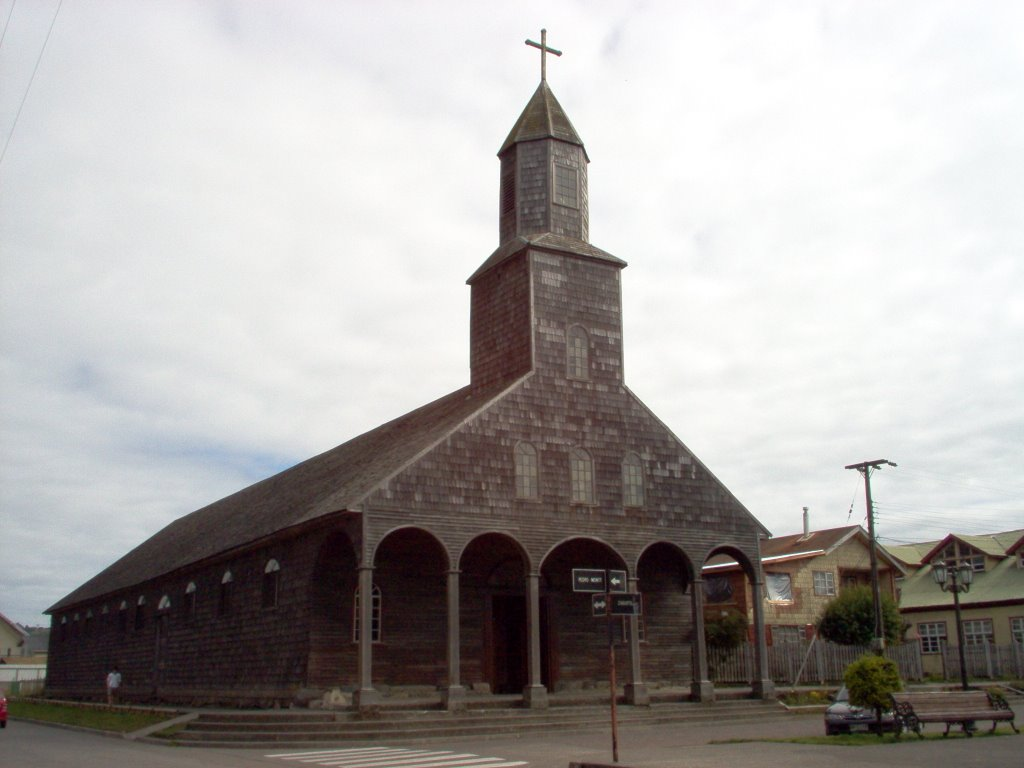
Церковь Святой Марии в Ачао (Iglesia Santa María de Loreto de Achao), включенная во Всемирное наследие

Испанские конкистадоры уделяли особое внимание проповеди христианства в завоёванных землях. На Чилоэ проповедники столкнулись с особенно большими проблемами.
Как результат их стараний, на острове были построены несколько сотен деревянных церквей, в архитектурном плане сочетающие христианские и языческие традиции.
Эти строения уникальны сами по себе, а с 2000 года они были включены во Всемирное наследие ЮНЕСКО.

## Население

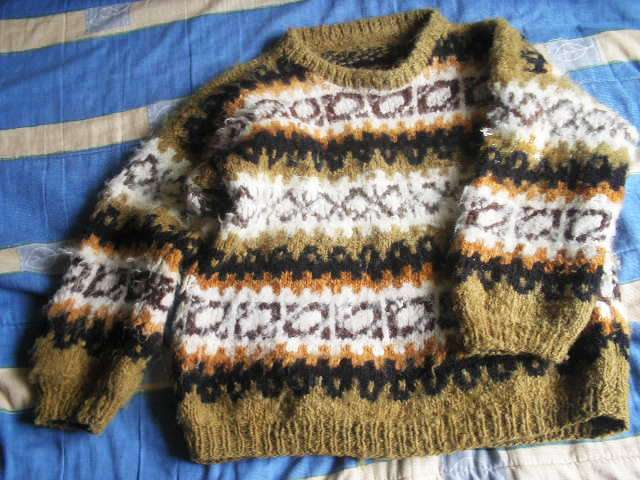
«Чо́мпа-Чило́та» — шерстяной свитер жителей Чилоэ

Население (чилоты) в 2002 году составляло 154 700 жителей. Крупнейшие города — Кастро на востоке и Анкуд на севере.
Население занимается лесозаготовками, рыболовством и сбором устриц.

## Административное деление
Архипелаг Чилоэ, за исключением нескольких островов образует одноимённую провинцию, относящуюся к региону Лос-Лагос.
Сам остров разделен на несколько муниципалитетов.

## Экономика
С 1980-х леса острова оберегаются как флора национального парка Чилоэ, и лесозаготовительная деятельность сведена к минимуму.
Сельское хозяйство представлено животноводством на лугах и выращиванием картофеля.
Между континентом и островом налажена постоянная паромная связь. Для ускорения на севере острова, через пролив Чакао, планируется построить[когда?] мост длиной почти три километра. До постройки моста основным средством будет оставаться морской транспорт от Анкуда до Пуэрто-Монта.
Ещё одной заметной частью бюджета провинции является туризм.